# St. George (Utah)
St. George è una città degli Stati Uniti d'America, nella contea di Washington, nello Stato dello Utah.